# Кицикис, Костас
Костас Кицикис (греч. Κώστας Κιτσίκης, 1893, Афины — 1969) — греческий архитектор.

## Биографические сведения
Костас Кицикис родился в 1893 году в Афинах. Он был младшим братом Никоса Кицикиса, ректора Афинского технического университета, а позже члена Греческого парламента, а также дядей историка и геополитика Димитриса Кицикиса. Учился в Техническом университете Берлина (расположенном в районе Шарлоттенбург), который и окончил в декабре 1913 года. Уже через месяц его нанял городской совет Берлина, где он работал под руководством немецкого архитектора Людвига Гофманна.
В 1915 он возвращается в Грецию и принимает участие в Первой мировой войне. Однако даже война не помешала его работе: до её завершения Кицикис создал проекты трех зданий в Афинах: для Г. Милиони (улица Суцтзу), Мерлина (пересечение улицы Гамбетта и Канингос) и Г. Кукура (район Тисий), перевел три трактата («План Афин» Людвига Гоффманна (1916), «Основные понятия архитектуры» Гоффмана и Моусона (1916) и «К развитию мегаполиса Афин» (1916). Сразу после демобилизации 1917 начал работать в качестве временного архитектора Министерства связи.
В ноябре 1917 года, всего через несколько месяцев после большого пожара в Салониках (август 1917), тогдашний министр Александрос Папанастасиу назначил Кицикиса на должность члена Международной комиссии по разработке нового плана развития Салоник. Однако министерство сразу выдвинуло требование: построить как можно больше простых зданий, чтобы быстрее обеспечить жильем всех пострадавших от пожара. Именно на Кицикиса положили разработку строительных норм и правил нового Генерального плана развития Салоник. Одновременно быстрое разрастание Афин и его пригородов заставило министерство озаботиться вопросами, связанными с археологическими памятниками, реформой городского плана, содержанием дорог, подрядчиков, предписаниями полиции на дорогах и использованием гидравлических систем. В июне 1920 года Костас Кицикис принимает участие в конференции в Лондоне, где докладывает о проекте восстановления Салоник и новом проекте развития Афин.
К 1921 году Костас Кицикис спроектировал возведение около 100 зданий в центре Афин. Именно ему принадлежит авторство проекта многоквартирного жилого дома, приспособленного к греческому климату, с многочисленными балконами, открытыми террасами и лоджиями. Такие здания в Афинах «выросли» в три этапа: в период 1921—1932, 1932—1938 и 1938—1950 гг. Также еще в 1920 году началось долгосрочное сотрудничество К. Кицикиса с Коммерческим банком Греции, который финансировал планирование около 40 домов, которые появились на пересечении улиц Эолу и Софокла.
В 1939 Костас Кицикис принял предложение стать профессором Афинского университета. Вскоре увидела свет его книга «Σπουδαί-Τίτλοι-Δράσις, Επιστημονικαί και επαγγελματικαί μελέται και εργασίαι», посвященная общим вопросам архитектуры, архитектурным стилям новой греческой архитектуры и городскому хаосу Афин.
В 1948 он принял участие в создании Международного союза архитекторов. В 1949 он принимает участие в подписании Устава Совета Европы. В 1950 стал членом Комитета по архитектуре, а в 1951 году назначен представителем Комитета экспертов по вопросам культуры Совета Европы. В 1954 стал президентом Международного Союза архитекторов и в том же году организовал Средиземноморскую конференцию в Афинах, а также докладывал в Совете Европы с предложением создания Дельфийского фестиваля под эгидой Совета. В 1956 предложил создание культурного центра в Дельфах для возрождения амфиктионий. В 1962 году организует в Афинах Первую международную конференцию по развлечениям.